# Deborde-Rolland Cobra
Die Deborde-Rolland Cobra ist ein ein- bzw. doppelsitziges Sport- und Kunstflugzeug, entworfen von den französischen Flugzeugkonstrukteuren Yves Deborde und Jean-Louis Rolland. Es wurde, ähnlich wie die vergleichbare Extra 200, als kostengünstigere Alternative zu herkömmlichen Kunstflugzeugen entworfen, mithilfe eines leichteren und leistungsschwächeren Triebwerkes. Das Flugzeug wurde hauptsächlich mit Faserverbundwerkstoffen und ausschließlich im Amateurbau hergestellt, also vom Piloten (zu einem bestimmten Anteil) selbst gebaut.

## Versionen
Insgesamt wurden acht Exemplare in sieben verschiedenen Ausführungen gebaut. Aufgrund der mangelnden auffindbaren Dokumentation sind zwar keine offiziellen Unterschiede der Modelle verfügbar.
- Cobra 200BT: Ursprüngliches doppelsitziges Modell mit Lycoming IO-360-C1C-Triebwerk. Ein Exemplar fertiggestellt, Erstflug 1988. Luftfahrzeugkennzeichen F-PZPL
- Cobra 200A: Nachfolger der 200BT mit Lycoming AEIO-360. Zwei Exemplare gefertigt, Erstflug 1991. F-PRBL, F-PJDK
- Cobra 201A: Ähnlich Cobra 200A, Amateurbau von Jean-Claude Richet. Ein Exemplar 1990 fertiggestellt. F-PRJC
- Cobra 260: Einsitziges Modell mit einem Lycoming AEIO-540. Ein Exemplar 1991 von der AVAC (Association Voltige de l`Aviation Civile) fertiggestellt. F-PRDM
- Cobra 201AC: Ähnlich Cobra 200A, Amateurbau von Gino Bressan. Ein Exemplar 1994 fertiggestellt, später Motoraustausch und Redesignierung Cobra 201AC260. F-PDBG
- Cobra 200DR: Von Jean-Claude Richet überarbeitete, neue doppelsitzige Version; neue Fläche und Rumpf fast ausschließlich aus glasfaserverstärktem Kunststoff, neue Haube, neuer Leitwerksübergang. Ein Exemplar gefertigt, Erstflug 1998. F-PARI
- Cobra 202B: Ähnlich wie Cobra 200DR, ein Exemplar gefertigt von Yves Deborde mit Erstflug im Jahr 2006. F-PRLH bzw. YR-CBR

## Verbleibende Exemplare
Derzeit fliegen mindestens noch zwei Exemplare der Cobra:
- F-PARI, Cobra 200DR, stationiert in Deutschland auf dem Sonderlandeplatz Ithwiesen (EDVT)
- YR-CBR, Cobra 202B, stationiert in Rumänien auf dem Flugplatz Dezmir (ursprünglich F-PRLH, weiterverkauft ins Ausland)

## Technische Daten
| Kenngröße                             | Daten Cobra 200DR                          |
| ------------------------------------- | ------------------------------------------ |
| Besatzung                             | 1                                          |
| Passagiere                            | 1                                          |
| Länge                                 |                                            |
| Spannweite                            | 7,5 m                                      |
| Höhe                                  |                                            |
| Flügelfläche                          | 10,5 m²                                    |
| Flügelstreckung                       | 5,4                                        |
| Leermasse                             | 520 kg                                     |
| max. Startmasse                       | 770 kg                                     |
| max. Lastvielfaches                   | ±10g                                       |
| Triebwerke                            | ein Lycoming AEIO-360, 200 PS (ca. 150 kW) |
| Kraftstoffvorrat                      | 160 l                                      |
| Höchstgeschwindigkeit                 | 325 km/h                                   |
| höchstzulässige Höchstgeschwindigkeit | 410 km/h                                   |
| Mindestgeschwindigkeit                | 105 km/h                                   |